# Діловий день Мейбл
«Діловий день Мейбл» (англ. Mabel's Busy Day) — американський короткометражний фільм 1914 року за участю Чарлі Чапліна.

## Сюжет
Мейбл Норман — продавчиня хот-догів і єдине, чого вона хоче — продати свій товар і щоб їй ніхто не заважав. У пошуках покупців вона забрідає на гонки, де повно багатіїв. І ось тут з'являється чоловічок з маленькими вусиками і в казанку. Він всіляко буде псувати бідній Мейбл її «діловий день».

## У ролях
- Мейбл Норманд — Мейбл
- Чарльз Чаплін — чоловік, що заважає
- Ден Альбертс — глядач
- Чарльз Ейвері — поліцейський
- Біллі Беннетт — глядач
- Чарльз Беннетт — глядач
- Хелен Карратерс — глядач
- Глен Кавендер — клієнт
- Чарлі Чейз — глядач
- Честер Конклін — поліцейський
- Генрі Лерман — глядач
- Х. МакКой — викрадач хот-догів
- Мак Сеннет — клієнт
- Аль Ст. Джон — поліцейський
- Слім Саммервілл — поліцейський